# Jef Courtens

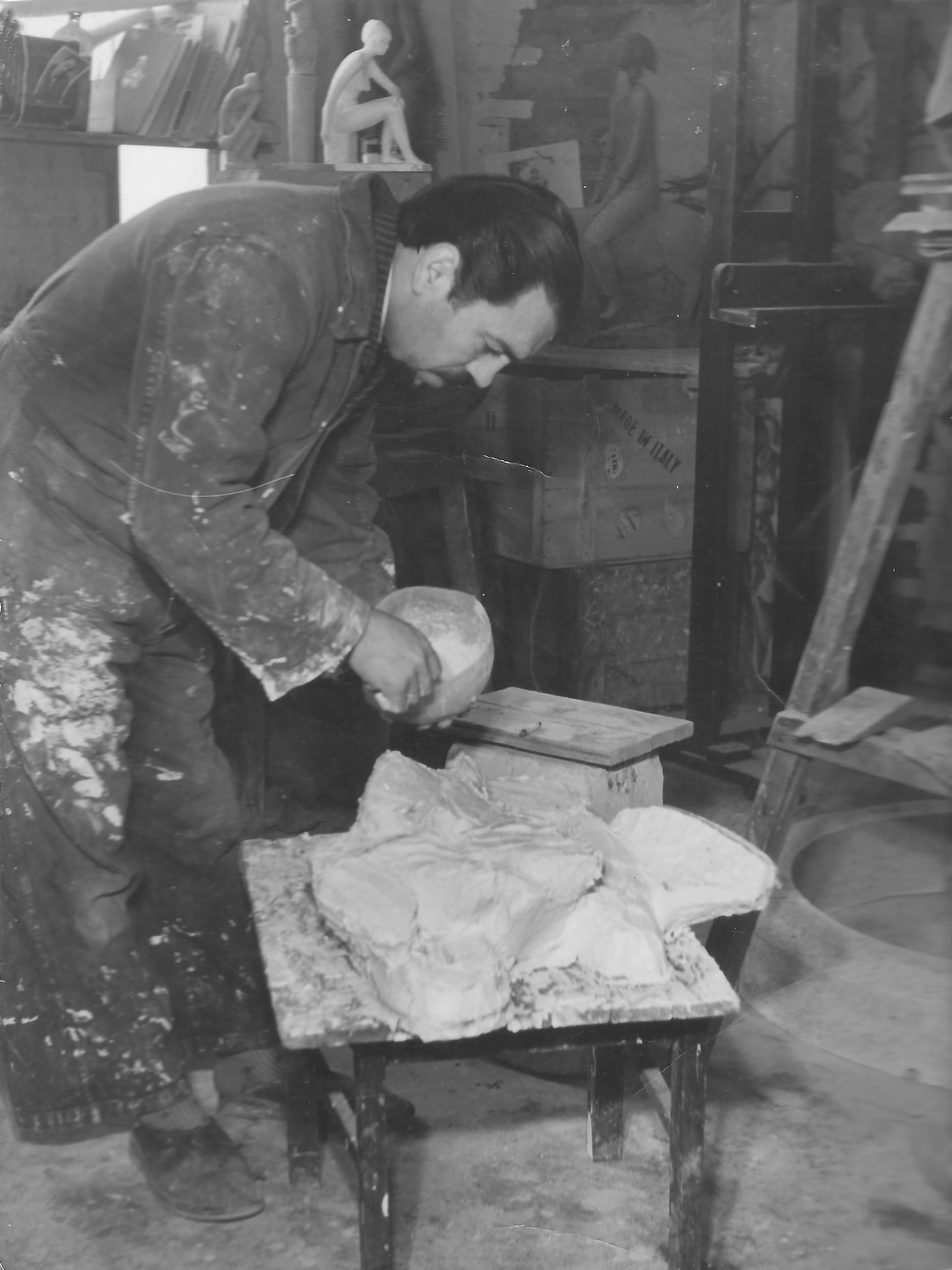

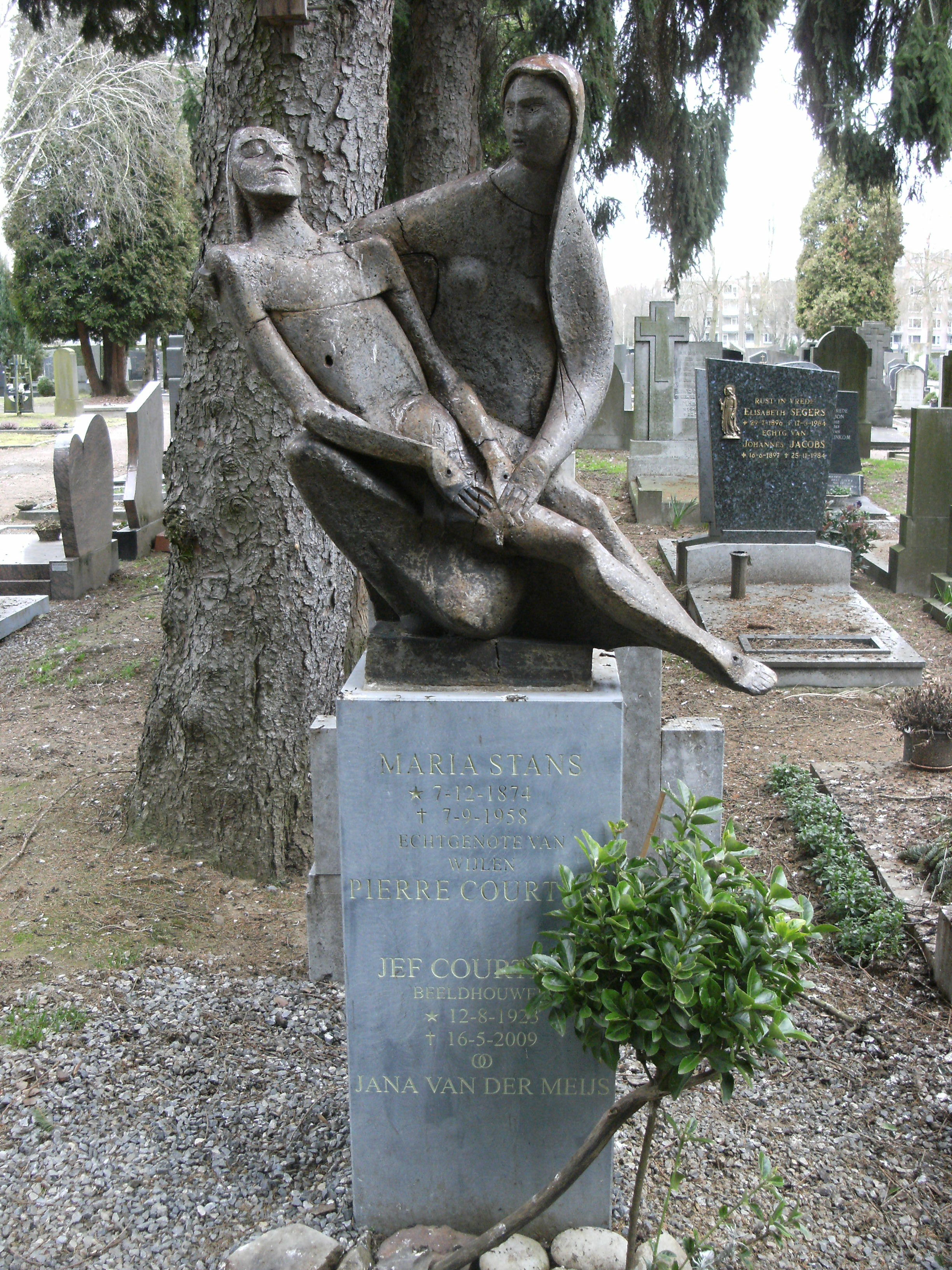
Graftombe van Jef Courtens en zijn moeder

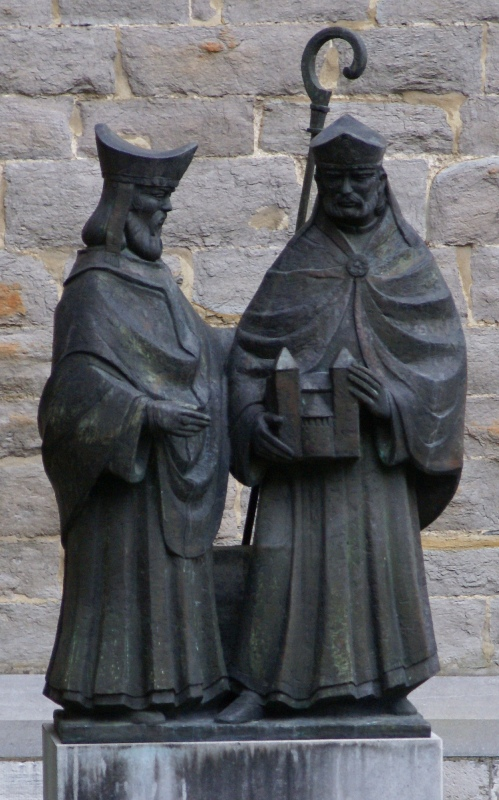
Bronzen standbeeld Monulfus en Gondulfus, Sint Servaasklooster, Maastricht. Jef Courtens, 1993

Jef Courtens (Maastricht, 12 augustus 1923 – aldaar, 16 mei 2009) was een Nederlands beeldhouwer.
Zijn oeuvre bestaat uit vrijstaande beelden en reliëfs in brons en keramiek, portretkoppen waaronder veel kinderportretten, gevelstenen en grafmonumenten. Hij was als beeldhouwer begonnen in 1943, na het afmaken van de avondopleiding van de middelbare kunstnijverheidsschool in Maastricht. Drie jaar eerder had de leiding van de Mosa waar Jef Courtens werkte zijn artistieke kwaliteiten onderkend en hem in staat gesteld om de kunstnijverheidsschool te gaan volgen. Hij was een leerling van Charles Vos. Zijn grote voorbeelden waren de beeldhouwers Maillol, Rodin, Zadkine en Manzù.
Om tijdens de Tweede Wereldoorlog te ontkomen aan de Arbeitseinsatz ging Jef werken bij de Astra, samen met Rob Stultiens en Piet Killaars. Zij verkregen het statuut economisch onmisbaar te zijn en konden zo tot het eind van de oorlog in Maastricht blijven. 
Na de oorlog richtte Guus Hollman het Keramisch Atelier 'De Jeker' op als commercieel bedrijf. De 24-jarige beginnende beeldhouwer Jef Courtens werkte daar tevens enige tijd.
Meteen na de oorlog exposeert hij mee in de tentoonstelling van Limburgse kunstenaars in het Stedelijk Museum te Amsterdam naast onder meer Rob Stultiens en Frans Timmermans.
Vanaf ongeveer 1947 werkte hij voor de Missionarissen van het Goddelijk Woord te Steijl. Hij maakt op grote schaal religieuze beelden voor de export naar de missie in Indonesië. In die tijd trouwde hij met Jana van der Meys, bij de paters in Steijl. Van 1950 tot 1963 woonde de familie Courtens aan het Vrijthof. Wekelijks hield hij kunstmarkt op het Vrijthof met Rob Stultiens. Ook verkoopt hij beelden aan Sjef Hack in de Wolfstraat. Hij weigerde consequent een beroep te doen op de contraprestatie. In die tijd werkte Jef met Balendonk ook voor collegakunstenaars zoals Frans Sleijpen, Charles Eijck en Piet Killaars (o.m. het gevelplastiek aan het stadskantoor).
Hij had een hekel aan formaliteit, aan autoriteit en hiërarchie en draagt dat ook uit. Ook in zijn beeldhouwkunst was hij wars van nieuwigheden, van grote verhalen met slechte producten. Hij was een ouderwets degelijk vakman, kende de materialen, wist hoe iets gemaakt moest worden en bleef bij zijn klassieke sobere vormtaal: geen modernismen, geen experimenten, geen zweverige toestanden. Het klassieke zal blijven, de modernismen zullen overgaan.
Vanaf 1966 tot aan zijn pensionering in 1988 is hij werkzaam in het onderwijs. Van 1966 tot 1973 is hij - samen met Appie Drielsma - docent aan het Individueel Technisch Onderwijs (ITO) te Roermond. Verteld wordt hoe hij uitstekend in staat was met de leerlingen van het ITO te werken door ook zijn kunde in de bokssport in praktijk te brengen.
Vanaf 1972 geeft hij les aan de Stichting Vrije Uren (Kumulus) en aan de bewoners van het woonwagenkamp te Sittard. Ook heeft hij jarenlang zitting in de examencommissie van de NHT-akte.
Na zijn pensionering in 1988 keert hij terug naar de religieuze kunst: hij maakt veel kruisbeelden en piëta's.
In 1989 maakt hij in opdracht van Dhr Stassen de zes grote keramische beelden voor de gevel van de abdijkerk van Rolduc.
Enkele jaren later maakt hij het beeld bij de St. Servaaskerk van de twee bisschoppen Monulphus en Gondulphus (1993).
In 1999 ten slotte ontwerpt hij zijn laatste grote werk als beeldhouwer: het beeld van de monnik te Venray (naast de Grote Kerk). De initiatiefnemers wilden met het beeld een huldeblijk geven aan de religieuzen die eeuwenlang in en vanuit de twaalf kloosters te Venray een bijdrage leverden aan de Venrayse samenleving. Dat thema sprak hem erg aan, een symbool voor de gewone broeders, nonnen en paters die veelal op de achtergrond een onbaatzuchtige en duurzame bijdrage leverden aan de opbouw van de samenleving.

## Werken
- 1954 Reddende brandweermannen (Franse kalksteen), brandweerkazerne Maastricht
- 1955 Stadsengel, stadskantoor Maastricht
- 1966 Kinderfontein, zwembad Jekerdal, Maastricht
- 1972 Fons Olterdissen, Fons Olterdissenschool Maastricht
- 1976 Troubadour (brons), Sittard
- 1978 Muzikant (brons), Kerkrade
- 1989 Zes beelden in hoofdgevel Rolduc, Kerkrade
- 1993 Monulphus en Gondulphus ( brons), Maastricht
- 1996 Reliefs in kiosk Sittard
- 1999 Monnik (brons), Venray

- Biografisch Portaal: 20950966
- RKD-Nederlands Instituut voor Kunstgeschiedenis: 18768